# سفيان برهومي
سفيان برهومي هو مواطن جزائري، معتقل إداريًا خارج نطاق القانون في معتقل غوانتانامو الأمريكي في كوبا.
ولد في 28 يوليو 1973 في مدينة الجزائر، بالجزائر. وصل إلى معتقل غوانتانامو في 18 يونيو 2002، وقضا في المعتقل 19 عاماً و10 أشهر.
وهو من بين عدد قليل من المعتقلين الذين يواجهون اتهامات أمام لجنة غوانتانامو العسكرية. حاول سفيان وعبد اللطيف ناصر تقديم طلب طارئ للانتقال من معتقل غوانتانامو في الأيام الأخيرة من رئاسة باراك أوباما. تسلمته السلطات الجزائرية يوم 2 أبريل 2022 بعد زيارة وزير الخارجية الأمريكي للجزائر يوم 30 مارس 2022.

## وصلات خارجية
- من هم السجناء المتبقون في غوانتانامو؟ الجزء السادس: اعتقل من باكستان (2 من 3) أندي ورثنغتون، 6 أكتوبر، 2010.
- خمسة من معتقلي غوانتانامو، الجارديان، 7 نوفمبر 2005.